# Сарсанія Костянтин Сергійович
Костянтин Сергійович Сарсанія (рос. Константин Сергеевич Сарсания; нар. 11 червня 1968, Москва, СРСР — пом. 7 жовтня 2017 Москва, Росія) — радянський та російський футболіст, російський футбольний агент, функціонер та тренер.

## Кар'єра гравця
Вихованець СДЮШОР «Динамо» (Москва). У першості СРСР виступав у клубах першої та другої ліг «Динамо-2» Москва (1988), «Факел» Воронеж (1988), «Червона Пресня» (1988, 1989, 1989-1990), «Спартак» Орджонікідзе (1989). У 1990—1993 роках грав у французьких клубах «Дюнкерк» та «Армантьєр».

## По завершенні кар'єри гравця
З 1994 року — професійний футбольний агент, з 1998 року — ліцензований агент ФІФА.
Після закінчення кар'єри гравця працював менеджером владикавказької «Аланії».
Автор власної футбольної школи «Академіка». Але незважаючи на чудові умови (майбутня база гандбольного клубу «Чеховські Ведмеді»), великих успіхів це не дало. Завдання було у створенні «конвеєра» для російських гравців із провінції до Європи. Найвідомішими вихованцями стали: Олександр Павленко та Арсеній Логашов, Ілля Максимов (1 матч за збірну Росії, грав у тульському «Арсеналі» та «Анжи»), Олег Самсонов (грав з ФК «Хімки» у Прем'єр-лізі, далі «Крила Рад» » та «Краснодар»), а також Ільяс Зейтуллаєв — колишній гравець збірної Узбекистану, тренер «молодіжки» ФК «Купелла». З різних причин проект було закрито.
У 2006-2008 роках — головний тренер московського «Спортакадемклубу» (створений на базі його футбольної школи). Одночасно працював у петербурзькому «Зеніті» спортивним директором (липень 2006—2007) та радником президента клубу з питань трансферної та селекційної політики (2008). З 15 грудня 2008 року до 19 вересня 2009 року працював головним тренером ФК «Хімки». Наприкінці 2009 року обійняв посаду спортивного директора ФК «Динамо» (Москва).
З 8 лютого 2010 року – радник зі спортивних питань президента РФС Сергія Фурсенка.
12 серпня 2010 року призначений головним тренером воронезького «Факела». 12 вересня 2011 року подав заяву про відставку, але вже наступного дня заявив, що продовжує працювати у команді. У 2012 році працював президентом воронезького «Факела».
З 2013 по 2017 рік – головний тренер литовського «Атлантаса». 27 травня 2017 року знову зайняв посаду спортивного директора «Зеніту».
5 жовтня 2017 року госпіталізований до лікарні в Москві, помер на 50-му році життя 7 жовтня. За попередніми даними, причиною смерті став відрив тромбу. Похорон пройшов 10 жовтня на цвинтарі «Ракитки» у Москві.
7 жовтня 2018 року в Клайпеді на будівлі Клайпедського центрального стадіону було відкрито пам'ятну дошку Костянтину Сарсанії. Пам'ятну дошку виготовив скульптор Гінтаутас Йонкус.

## Особисте життя
Батько Сергій Костянтинович (1937-2021) — випускник Ташкентського державного медичного інституту (1960). Фахівець у галузі медико-біологічних проблем фізичної культури та спорту. Кандидат медичних наук (1966). Професор (1996). Заслужений працівник фізичної культури РФ (1994).
Дочка Надія від першого шлюбу, син Денис від другого шлюбу.